# Jorys Bovet
Pour les articles homonymes, voir Bovet.
Jorys Bovet, né le 30 mars 1993 à Saint-Martin-d'Hères (Isère), est un chauffeur-livreur et homme politique français.
Membre du Rassemblement national depuis 2021, il est élu député dans la 2e circonscription de l'Allier lors des élections législatives de 2022. Il siège au sein du groupe RN et est membre de la commission du Développement durable et de l'Aménagement du territoire de l'Assemblée nationale.

## Biographie
Jorys Bovet exerce le métier de chauffeur-livreur, il est le premier représentant de ce métier à siéger à l'Assemblée nationale. Il habite le bassin de Vichy, et revendique « des attaches familiales » à Montluçon.
Il rejoint le Rassemblement national en 2021. Il est élu député le 19 juin 2022 dans la deuxième circonscription de l'Allier avec 50,22 % des suffrages.
Il se présente à nouveau aux élections législatives de 2024 et prend à ses côtés le maire de la commune de Vaux, Jérôme Duchalet. Il est largement réélu le 7 juillet 2024 avec 43,27 % des voix face à Romain Lefebvre (LR) et Louise Héritier (NFP).

## Synthèse des résultats électoraux

### Élections législatives
| Année | Parti  | Parti | Circonscription | 1er tour | 1er tour | 1er tour | 2d tour | 2d tour | 2d tour | Issue |
| Année | Parti  | Parti | Circonscription | Voix     | %        | Rang     | Voix    | %       | Rang    | Issue |
| ----- | ------ | ----- | --------------- | -------- | -------- | -------- | ------- | ------- | ------- | ----- |
| 2022  |        | RN    | 2e de l'Allier  | 7 642    | 19,14    | 2e       | 16 116  | 50,22   | 1er     | Élu   |
| 2024  | 17 810 | RN    | 2e de l'Allier  | 34,33    | 1er      | 22 990   | 43,27   | 1er     | Élu     |       |